# Espoir de la Mare
Espoir de la Mare (né le 13 mars 1992 à La Haye-Pesnel, mort le 6 novembre 2017) est un cheval hongre bai du stud-book Selle français, qui a concouru en concours complet sous la selle de Jean Teulère.

## Histoire
Espoir de la Mare est né le 13 mars 1992 chez Raymond Gourdel, dans son élevage de La Haye-Pesnel dans la Manche, en Normandie.
En 2002, il permet à Jean Teulère de remporter le titre de champion du monde de concours complet en individuel et celui de vice-champion du monde en équipe lors des Jeux équestres mondiaux à Jerez. Cavalier et cheval deviennent « les nouveaux héros de la discipline ». En 2004, ils sont champions olympiques par équipe aux Jeux olympiques d'été de 2004 à Athènes.
Espoir se blesse aux tendons fléchisseurs pendant la préparation des Jeux olympiques de 2008 à Hong Kong, et Jean Teulère doit déclarer forfait. En 2009, le cheval se blesse de nouveau lors du championnat d’Europe à Fontainebleau. Il est mis à la retraite peu après. Il meurt le 6 novembre 2017.

## Description
Espoir est un hongre bai mesurant 1,61 m. C'est un cheval extrêmement vif doté d'un grand besoin de courir et de se dépenser. Son énergie peut l'amener à être difficile à gérer, notamment sur le dressage. Il possède néanmoins de grandes qualités de sauteur.

## Palmarès
Sous la selle du cavalier français Jean Teulère :
- 2002 : Troisième au Championnat de France
- 2002 : Champion du monde de concours complet en individuel et vice-champion du monde en équipe lors des Jeux équestres mondiaux à Jerez[2]
- 2004 : Champion olympique par équipe aux Jeux olympiques d'été de 2004 d'Athènes[2],[4],[10]

## Origines
Espoir de la Mare est issu d'un père Pur-sang, What a Joy, et d'une mère selle français, Touraine du Fresne.
| Origines de Espoir de la Mare,              | Origines de Espoir de la Mare,      | Origines de Espoir de la Mare,        |
| ------------------------------------------- | ----------------------------------- | ------------------------------------- |
| Père What A Joy 1977 Pur-sang               | Exbury 1959 Pur-sang                | Le Haar 1954 Pur-sang                 |
| Père What A Joy 1977 Pur-sang               | Exbury 1959 Pur-sang                | Greensward 1953 Pur-sang              |
| Père What A Joy 1977 Pur-sang               | Joyfully 1971 Pur-sang              | Dilettante 1961 Pur-sang              |
| Père What A Joy 1977 Pur-sang               | Joyfully 1971 Pur-sang              | Tender Touch 1966 Pur-sang            |
| Mère Touraine du Fresne 1985 Selle français | Ukase 1964 Selle français           | Ibrahim 1952 Demi-sang                |
| Mère Touraine du Fresne 1985 Selle français | Ukase 1964 Selle français           | Joyeuse 1953 Demi-sang                |
| Mère Touraine du Fresne 1985 Selle français | Elite du Fresne 1970 Selle français | Tigre Rouge 1963 Selle français       |
| Mère Touraine du Fresne 1985 Selle français | Elite du Fresne 1970 Selle français | Velleda du Fresne 1965 Selle français |